# Sentica oppositella
Sentica oppositella är en fjärilsart som beskrevs av Walker 1863. Sentica oppositella ingår i släktet Sentica och familjen säckspinnare. Inga underarter finns listade i Catalogue of Life.